# Зарех
Зарех (також відомий як Заріадріс і Заріадр) (вірм. Զարեհ) — цар вірменського царства Софени. Походив з вірменської царської династії Єрвандідів

## Біографія
Зарех походив з вірменської царської династії Єрвандідів. Страбон згадує про те, що Зарех служив царю держави Селевкідів Антіоху III як полководець.
Після невдалої спроби усунути владу Селевкідів у Софені, за наказом Антіоха було вбито її царя Ксеркса. На вакантне місце правителя як сатрапа було призначено Зареха.
190 року до н. е., після поразки армії Селевкідів у битві при Магнезії, Софена здобула незалежність, а її правитель Зарех проголосив себе царем, ставши засновником нової вірменської династії Шахуні
Відповідно до Апамейського миру 188 року до н. е. Заріардіс почав правити Софеною, Акісеною й Одомантидою, а Артаксій — Вірменією.